# Willem Cruywagen
Willem Adriaan Cruywagen (né le 9 mars 1921 à Ugie, province du Cap en Afrique du Sud et mort le 10 juillet 2013 à Pretoria en Afrique du Sud) est un homme politique sud-africain, membre du parti national, membre du parlement pour la circonscription de Germiston (1961-1979), ministre de l'Éducation et la Formation et ministre de l'Éducation nationale (1978-1979) et administrateur de la province du Transvaal (1979-1988).

## Biographie
Né près de Mthatha dans la région orientale de la province du Cap, Willem Cruywagen effectue des études secondaires au collège de Graaff-Reinet puis des études supérieures à l'Université de Pretoria où il entame un mémoire sur le Président Paul Kruger.
Il est d'abord enseignant en histoire et géographie et professeur de musique à Brakpan et Germiston tout en s'impliquant dans les activités sportives, notamment dans le rugby, sport qu'il pratique et dont il devient arbitre titulaire pour la Union Transvaal Rugby.
Très impliqué dans la vie politique locale de Germiston, il est élu au parlement en 1961, fait partie de commissions parlementaires et de groupes d'études sur l'éducation ou sur les chemins de fer puis entre au gouvernement de John Vorster en 1974 en tant que ministre-adjoint de l'Intérieur (1974-1975) puis ministre-adjoint de l'administration bantoue (1975-1977).
Le 30 janvier 1978, Willem Cruywagen est nommé ministre de l'Éducation et de la Formation dans le gouvernement de John Vorster puis ministre de l'Éducation nationale dans celui de gouvernement PW Botha. Pendant la brève période qu'il occupe ces fonctions, il établit la Medunsa (Mediese Universiteit van Suider- Afrika) et améliore la formation des enseignants.
En 1979, Cruywagen est nommé administrateur de la province du Transvaal ce qui l'amène à quitter le parlement. À cette fonction qu'il occupe jusqu'à sa retraite le 31 mai 1988, il restructure l'administration provinciale, développe les nouvelles autorités locales bantoues, aboli les conseils de développement et établit des Conseils régionaux de services. Pour son action en tant qu'administrateur du Transvaal, il reçoit la reconnaissance de plusieurs municipalités qui le font citoyen d'honneur de leurs villes (Elsburg, Germiston, Springs, Middelburg et Johannesburg).
En 2001, il participe à une réunion rassemblant d'anciens ministres du parti national (comme Danie Schutte, Braam Raubenheimer et Daniel Steyn) et de membres du parti conservateur d'Afrique du Sud (comme Ferdinand Hartzenberg, Willie Snyman ou Andries Beyers), visant à créer un nouveau Parti Afrikaner mais l'initiative reste sans suite tangible.
Membre de la Hendrik Verwoerd Research Trust (1979) qu'il préside à partir de 1984, Cruywagen préside également durant de nombreuses années le Conseil d'administration du Voortrekker Monument et a été membre du conseil d'administration des parcs nationaux et président national de la Fondation Simon van der Stel. En tant que membre du Conseil des monuments nationaux, il a fait réaliser des recherches pour retrouver, protéger et faire déclarer monument national la tombe de Enoch Sontonga en 1995.
Membre de la société généalogique du Northern Transvaal, il est également le président du Conseil du Gauteng pour les personnes âgées et président du conseil national pour les personnes âgées.
En 2005, âge de 83 ans, il obtient un doctorat en histoire de l'Université du Nord-Ouest de Potchefstroom avec une thèse intitulée "Les Cruywagen d'Afrique du Sud : une recherche généalogique et historique (1690-1806)".
En octobre 2006, un prix honorifique lui a été décerné pour son rôle et son implication en faveur des personnes du troisième âge. Il a alors 85 ans.
Après avoir publié la suite de sa thèse en mars 2013, il meurt en juillet 2013 âgé de 92 ans, des suites d'une tumeur à l'estomac.

## Distinctions
- Membre de l'Ordre de la catégorie du service méritoire 1 Gold (OVDG) (1987)
- détenteur de l'étoile sud-africaine de la police pour services exceptionnels (SOE).
- Docteur honoris causa de l'université de Pretoria (1989)
- Médaille d'or du Conseil des monuments nationaux (1991)
- Médaille d'honneur de l'Institut des relations communautaires.
- Médaille d'honneur pour le service au peuple de la Fédération des associations culturelles afrikaans (FAK)
- Prix Danie Theron.

## Vie privée
Marié en 1949, il a deux fils (Albert et Hannes).

## Hommages
Une école primaire porte son nom à Germiston ainsi qu'une avenue (William Cruywagen Avenue) à Pretoria.
L’hôpital Bertha Gxowa de Germiston a porté le nom de Willem Cruywagen hospital jusqu'en 2004.
Il est citoyen d'honneur des villes de Germiston, Elsburg, Springs et Alberton.

## Sources
- (af) Curriculum vitæ de Willem Adriaan Cruywagen
- (af) Nécrologie
- (en) Biographie
- (en) Hommage de la fondation de Klerk